# هوایلاهیتو
هوایلاهیتو (به اسپانیایی: Huayllahuito) یک کوه در پرو است که در Peru, Puno Region واقع شده‌است. هوایلاهیتو ۴٬۸۰۰ متر بالاتر از سطح دریا واقع شده‌است.